# タケダサナ
タケダ サナ（Sana Takeda、1977年 - ）は、日本のイラストレーター、コミックアーティスト。

## 経歴
新潟県出身。セガでデザイナーとして勤めた後、フリーランスに転向。日本に住みながらアメリカ合衆国のマーベル・コミックのために作画を行う傍ら、日本のゲームのイメージイラスト、挿絵、子供向けの絵本など、幅広く手掛ける。アメリカ進出については「自分の絵はかわいくないので、日本のマンガでは居場所がないと思った」と語っている。
2015年に発刊されたコミックシリーズ『モンストレス』の作画により、2018年にアイズナー賞やハーベイ賞を受賞。同作は2017年から2019年までヒューゴー賞（グラフィックストーリー部門）を連続受賞している。2018年にタケダは日本出身者として初めてヒューゴー賞プロフェッショナルアーティスト部門を受賞。2022年、アイズナー賞最優秀ペインター / メディアアーティスト賞を受賞。

## 代表作
- RF ONLINE（2005年 - 2007年、CCR）
- Ms.Marvel（2009年 - 2010年、マーベル・コミック）
- X-MEN FOREVER ANNUAL #1（2010年、マーベル・コミック）
- X-MENとカルティエのコラボレーションイラスト（ヴォーグ・ニッポン2009年5月号）
- 『モンストレス』(Monstress) （2015年 -  イメージ・コミックス）

## 出演
- 逆転人生（2020年、NHK総合テレビジョン）